# سرا سن برونو
سرا سن برونو (به ایتالیایی: Serra San Bruno) یک کومونه در ایتالیا است که در استان ویبو والنتیا واقع شده‌است.

## خصوصیات
سرا سن برونو ۳۹٫۶ کیلومترمربع مساحت و ۶٬۹۶۶ نفر جمعیت دارد و ۸۷۰ متر بالاتر از سطح دریا واقع شده‌است.

## خواهرخوانده
شهر تورنتو خواهرخواندهٔ سرا سن برونو هست.